# Aeropuerto Koyuk Alfred Adams
El aeropuerto Koyuk Alfred Adams es un aeropuerto estatal de uso público, situado en Koyuk, estado de Alaska, en los Estados Unidos de América.

## Aerolíneas
| Aerolíneas | Destinos                                                                                                 |
| ---------- | --- |
| PenAir     | Aeropuerto de Elim, Aeropuerto de Golovin, Koyuk, Aeropuerto de Unalakleet, Aeropuerto de White Mountain |
| PenAir     | Aeropuerto de Elim                                                                                       |
| PenAir     | Aeropuerto de Unalakleet                                                                                 |